# Castanopsis purpurea
Castanopsis purpurea là một loài thực vật có hoa trong họ Fagaceae. Loài này được Barnett mô tả khoa học đầu tiên năm 1938.